# National Semiconductor NS320xx
National Semiconductor 320xx (även kallades 32k) var en serie mikroprocessorer och ett komplett chipset från National Semiconductor som producerades mellan 1982 och 1987. Vid mitten av 90-talet lämnade National Semiconductor mikroprocessormarknaden.
Den första mikroprocessorn i serien var NS32016 som när den kom ut 1982 var den första kommersiellt tillgängliga rena 32-bitars mikroprocessorn. Processorn var dock behäftad med fel och kunde sällan köras på den avsedda klockhastigheten och kunde inte konkurrera mot Motorola 68000.
År 1985 kom en förbättrad version: NS32032 som var dubbelt så snabb som 32016, och hade en fullständig extern 32-bitars databuss. När den kom ut hade Motorola dock släppt den förbättrade Motorola 68020 som återigen var bättre än 320xx-CPUn. Först 1987 släppte National NS32532 som i detta läge var dubbelt så snabb som konkurrenten Motorola 68030. Vid denna tid var marknaden dock mer inriktad på mikroprocessorer av typen RISC.
National försökte förbättra processorn ännu en gång med NS32732 men gav slutligen upp försöken att konkurrera på marknaden för mikroprocessorer. Man försökte ett tag runt 1990 att bevara arkitekturen i form av en mikrokontroller kallad Swordfish men även detta fick läggas ned.

## Användning i Sverige
Dataindustrier AB använde flyttalsprocessorn som utvecklats för NS32016, NS32081 i sina första datorer i DIAB Serie 90 eftersom Motorola i detta läge saknade en lämplig flyttalsprocessor.
En variant av NS32032 med stöd för multiprocessorsystem som hette NS32132 ska också ha utvecklats, och DIAB ska ha gjort experiment med att bygga en dator med denna processor, men gav upp detta då den inte stod sig mot Motorola 68020.